# Styl grzbietowy

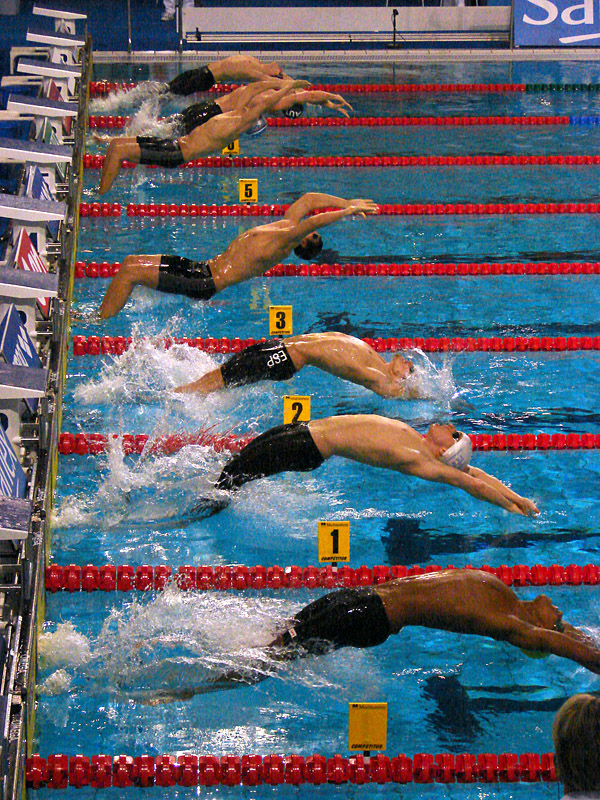
Start w zawodach pływackich stylem grzbietowym na Mistrzostwach Europy 2008

Styl grzbietowy, kraul na wznak – jedyny styl pływania, w którym pływa się na plecach. Jest trzecim najszybszym sposobem pływania. Styl zalecany rozpoczynającym naukę pływania. 

## Pływanie sportowe
Wyścig w stylu grzbietowym rozpoczyna się z wody.
Zawodnicy opierają stopy o ścianę końcową pływalni i umieszczają dłonie na uchwytach przymocowanych do słupków startowych. Na sygnał startu odbijają się od ściany i płyną na plecach przez cały wyścig z wyjątkiem wykonywania nawrotów, kiedy dopuszczalne jest obrócenie się na piersi. Przepisy pływania nie określają sposobu wykonywania ruchów ramion i nóg, najczęściej spotykana jest praca naprzemienna. Zawodnicy muszą płynąć na powierzchni wody, całkowite zanurzenie ciała po starcie i nawrocie dopuszczalne jest tylko na dystansie nie dłuższym niż 15 metrów.
Przepisy pływania przewidują dyskwalifikację zawodnika płynącego stylem grzbietowym za następujące przewinienia:
- nieutrzymanie pozycji na plecach (z wyjątkiem wykonywania cyklu nawrotu),
- stanie (zmiana pozycji ciała),
- wynurzenie głowy spod lustra wody po starcie poza linią 15 metrów,
- wynurzenie głowy spod lustra wody po nawrocie poza linią 15 metrów,
- brak kontaktu ze ścianą nawrotową,
- brak kontaktu ze ścianą na zakończenie wyścigu,
- brak pozycji na plecach przy opuszczaniu ściany nawrotowej,
- wykonanie ruchu nogą lub ramieniem niezwiązanego z wykonywaniem cyklu nawrotu,
- ukończenie wyścigu nie w położeniu na plecach,
- obrót ciała wzdłuż podłużnej osi, przekraczający 90 stopni od poziomu.

## Technika

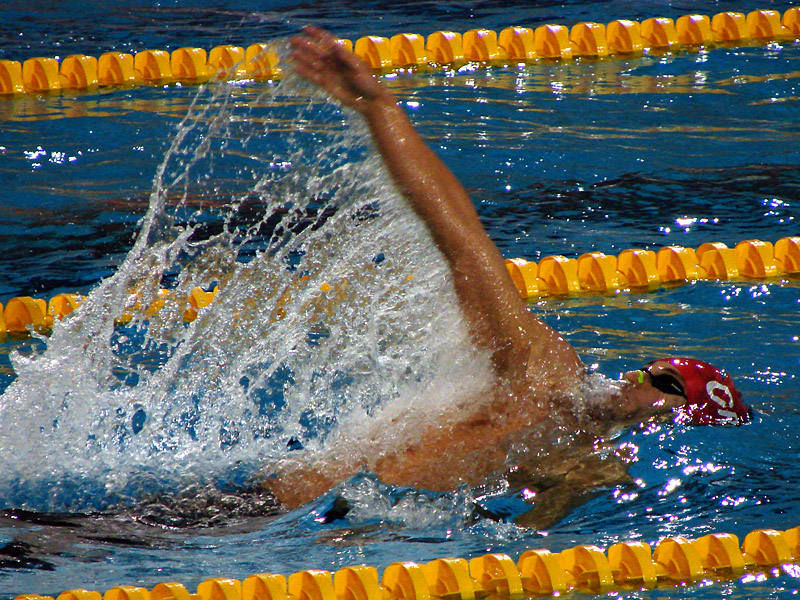
Gordan Kožulj w stylu grzbietowym na Mistrzostwach Europy 2008

Pracę rąk cechują silne wymachy za siebie, zaś rola nóg polega na silnym wybiciu wody w górę. Głowa jest ułożona w ten sposób, że broda nie dotyka klatki piersiowej, co nadaje ciału hydrodynamiczny kształt.
W trakcie ruchu ramion z wody najpierw wychodzi bark (następuje rotacja w barkach i tułowiu), potem z wody wychodzi kciuk, w powietrzu obracamy dłoń i wkładamy ją małym palcem do wody, następuje faza właściwa, czyli pociągnięcie i mocne, dynamiczne odepchnięcie pod wodą z jednoczesnym nakreśleniem kształtu litery S.
